# Красний Май (Гірськомарійський район)
Кра́сний Май (рос. Красный Май, марій. Красный Май) — виселок у складі Гірськомарійського району Марій Ел, Росія. Входить до складу Пайгусовського сільського поселення.

## Населення
Населення — 24 особи (2010; 44 у 2002).
Національний склад (станом на 2002 рік):
- марі — 87 %